# Well, Did You Evah!
"Well, Did You Evah!" es una canción escrita por Cole Porter para su musical de 1939 DuBarry Was a Lady , donde fue presentada por Betty Grable y Charles Walters . Fue escrito para ser interpretada en dúo , la versión más famosa de la canción es la interpretada por Bing Crosby y Frank Sinatra  que grabaron el tema el 17 de enero de 1956 siendo todo un éxito.

## Otras Versiones Destacadas
- Aparece originalmente en el musical de Broadway DuBarry Was a Lady (1939).
- Bing Crosby y Frank Sinatra en la película High Society (grabada el 17 de enero de 1956).[2][3] Probablemente la versión más conocida de la canción,[4] se agregó a la película al final del desarrollo, para dar a las dos estrellas la oportunidad de cantar juntas.
- Deborah Harry e Iggy Pop grabaron la canción en 1990 para Red Hot + Blue , un álbum recopilatorio lanzado como parte de un proyecto benéfico contra el VIH/SIDA. Lanzado como single en el Reino Unido en 1991, pero no en Estados Unidos. El sencillo alcanzó el puesto 42 en la lista de singles del Reino Unido, y el número 29 en la lista irlandesa.[5]
- Revivals of DuBarry o su banda sonora se produjeron en Nueva York, Londres y San Francisco en 1993, 1996, 2001 y 2014. La producción de 2001 fue grabada por la BBC para su transmisión en 2002. Todo incluido Well, Did You Evah! usando la letra original.[6][7][8][9]
- El cantante británico Robbie Williams interpretó una versión de la canción en colaboración con el actor estadounidense Jon Lovitz.
- La canción fue parodiada para su uso en los anuncios navideños de Islandia en 2009, cantada por Coleen Nolan y Jason Donovan.
- La canción fue cantada en la Semana 5 de Over the Rainbow (serie de televisión de 2010) por Dorothies, como parte de un mash-up con Wild Thing de The Troggs y Get The Party Started de P! Nk .
- Marks & Spencer lo utilizó en su anuncio navideño de 2004 sobre lo que hace el cóctel navideño perfecto, protagonizado por Rachel Stevens, Martine McCutcheon, Gordon Ramsay y Helen Mirren.